# Briga, Kostel
Briga este o localitate din comuna Kostel, Slovenia, cu o populație de 18 locuitori.